# Hemibrycon cairoense
Hemibrycon cairoense är en fiskart som beskrevs av Román-valencia och Arcila-mesa 2009. Hemibrycon cairoense ingår i släktet Hemibrycon och familjen Characidae. Inga underarter finns listade i Catalogue of Life.